# 武藤嘉門
武藤 嘉門（むとう かもん、旧姓・辻、1870年10月27日（明治3年10月3日） - 1963年（昭和38年）8月11日）は日本の政治家・実業家。岐阜県知事・衆議院議員、岐阜県名誉県民。岐阜商工会議所会頭。
元衆議院議員の武藤嘉一は長男。衆議院議員を務め外務大臣、総務庁長官などを歴任した武藤嘉文は孫にあたる。曾孫は衆議院議員の武藤容治。

## 来歴
岐阜県山県郡千疋村（現：関市千疋）出身。辻丈助の二男。岐阜県岐阜尋常中学校（現：岐阜県立岐阜高等学校）を経て、東京法学院（現：中央大学）を中退。
その後、稲葉郡会・岐阜県会の議員をつとめる一方、家業の酒造業（『菊川』）を経営するほか、食糧営団・電力会社・地方鉄道・地方新聞（岐阜日日新聞、岐阜合同新聞）の会社などを経営して経済界の発展のために数数の業績を残した。1918年の衆議院議員補欠選挙に初当選してから3期衆議院議員を務め、国政でも活動した。 
1947年の新地方自治制度の施行に伴い、岐阜県知事選挙で官選知事の桃井直美を破り、公選された。
終戦後の混乱した中、高齢にもかかわらず日夜職務に精励したため県民に慕われ、1958年まで岐阜県知事を日本で最初に連続3期務め、岐阜県の発展に力を尽くした。この間知事としての給料を辞退して模範を示し、常に健全な財政を維持した。退任時は88歳であるが、88歳の都道府県知事は歴代最高齢である。
業績面では、特に土木事業において全国に先がけて永久橋の整備に着手し、多大の成果を収めたことや山林事業において林務部を新設して、国土緑化、治山治水を行い、1957年4月には、昭和天皇、香淳皇后の行幸啓を仰いで全国植樹祭を挙行した。 
のちに、長年にわたる地方自治並びに地方産業の振興に尽くした功により藍綬褒章を授与され、岐阜県名誉県民の称号が授与された。

## 人物
住所は岐阜県稲葉郡鵜沼町（現各務原市）。

## 略歴
- 1870年 - 岐阜県山県郡千疋村（現：関市千疋）において、辻丈助の次男として誕生。幼名は貞次郎。
- 1885年 - 岐阜県岐阜尋常中学校（現：岐阜県立岐阜高等学校）に入学。親元を離れ寄宿舎生活をする。
- 1889年 - 岐阜県岐阜尋常中学校を卒業。
- 1892年 - 東京法学院（現：中央大学）英法科を中退。
- 1892年 - 稲葉郡鵜沼町武藤家の養子（嘉門と改名）となり、家業を継いで酒造業を経営する。
- 1893年 - 岐阜米穀取引所理事長（～1905年。）
- 1901年 - 武藤嘉門商店（肥料商）を岐阜市に設立。
- 1903年 - 稲葉郡会議員に当選。
- 1908年 - 岐阜県会議員に当選。
- 1918年 - 衆議院議員補欠選挙に立候補し初当選。憲政会・立憲民政党に所属。
- 1922年 - 飛騨索道運輸を創業（常務取締役）。
- 1924年 - 第15回衆議院議員総選挙に憲政会公認で立候補し2度目の当選[6]。
- 昭和初期 - 養老電鉄・伊勢電鉄の取締役、のちに合併した参宮急行 （現：近鉄）の取締役（～1942年）。
- 1930年 - 第17回衆議院議員総選挙に民政党公認で立候補し3度目の当選[7]。
- 1931年 - 揖斐川電気工業株式会社監査役（～1942年）。
- 1931年 - 日本電力株式会社監査役、のちに取締役（～1942年）。
- 1936年 - 岐阜合同運送株式会社社長（～1942年）。
- 1938年 - 岐阜商工会議所会頭（～1941年）。
- 1939年 - 岐阜米穀商組合長のちに岐阜県食糧営団理事長（～1946年）。
- 1942年 - 岐阜合同新聞（現：岐阜新聞）社長。
- 1947年 - 岐阜県知事（～1958年）。同年10月、高山市に昭和天皇の戦後巡幸があり、随行役を務める[8]。
- 1957年 - 鵜沼町名誉町民となる。
- 1958年11月29日 - 岐阜県名誉県民受賞。
- 1963年 - 死去。享年92。

## 家族・親族
武藤家
- 妻・とみ子（1898年 - ?、愛知、苅谷喜助の六女）[4][2]
- 長男・嘉一（1897年 - 1968年）[4]
  - 同妻・さと（1903年 - ?、岐阜、富田吉三郎の四女）[4]
  - 同長男・嘉文（1926年 - 2009年）[4]
  - 同二男[4]
- 孫[4]